# Oswald III. von dem Bergh
Oswald III. von dem Bergh (* 16. Juni 1561 in ’s-Heerenberg; † 27. Januar 1586 bei Boksum) aus dem Adelsgeschlecht Leck war Offizier während des Achtzigjährigen Kriegs. Zunächst in generalstaatischen und später in spanischen Diensten.

## Leben
Oswald war der dritte Sohn des Reichsgrafen Wilhelm IV. von dem Bergh (1537–1586) und Gräfin Maria von Nassau (1539–1599).
Oswald nahm zusammen mit seinem Bruder Hermann am 23. Juni 1585 unter Befehl von Adolf von Neuenahr bei der Schlacht bei Amerongen teil. Die Brüder sind dann während des Gefechts auf die Seite der Spanier übergelaufen und mit ihrer Kavallerie den generalstaatischen Truppen in den Rücken gefallen, womit die Schlacht entschieden war.
Oswald und sein Bruder Hermann standen fortan an der Seite Verdugos und von Taxis’ und nahmen im Herbst 1585 an der Belagerung von IJsseloord und am 27. Januar 1586 an der Schlacht bei Boksum teil. Dabei eroberte Oswald eine Fahne des Gegners und schwenkte diese freudig durch die Luft. Die Seinen hielten ihn für den Feind und töteten ihn auf der Stelle.